# Rameški
Rameški (in russo Ра́мешки?) è un insediamento di tipo urbano della Russia europea nell'oblast' di Tver'; è il centro amministrativo del rajon Rameškovskij.
Si trova 64 km a nord di Tver'.